# Erythrodiplax media
Erythrodiplax media ist eine Libellenart der Gattung Erythrodiplax aus der Unterfamilie Sympetrinae. Das Verbreitungsgebiet erstreckt sich im südlichen und südöstlichen Brasilien. Das Epitheton nimmt Bezug auf einen schlanken Fortsatz auf dem letzten Penissegment. Die Larve ist noch unbekannt.

## Merkmale

### Bau der Imago
Bei den Männchen misst der Hinterleib zwischen 16,5 und 21 Millimetern, während er bei den Weibchen tendenziell kürzer ist und zwischen 15,5 und 20 Millimetern erreicht. Bei jungen Männchen ist der Hinterleib gelblich braun gefärbt und mit seitlich braunen und auf dem Rücken schwarzen Längsstreifen gezeichnet. Dabei reicht der seitliche Streifen vom vierten bis zum neunten Segment und ist jeweils in den vorderen Abschnitten der Segmente vier bis sechs unterbrochen. Auf dem Rücken verläuft der Streifen vom dritten Segment nach hinten und wird dabei dunkler. Die Hinterleibsanhänge sind gelblich braun. Bei den reiferen Männchen färbt sich der Hinterleib bläulich schwarz. Das dritte und vierte Segment sind hellblau bestäubt. Die Hinterleibsanhänge sind dunkelbraun. Auf der Unterseite sind die oberen Anhänge mit sechs bis sieben kleinen Zähnchen besetzt, die sich im mittleren Drittel finden. Das Abdomen der Weibchen ist braun und besitzt eine schwarze Zeichnung.
Während der Rumpf bei den Männchen auf dem Rücken schwarz und seitlich sehr dunkel grün ist, besitzen junge Männchen wie auch Weibchen einen gelblich braunen Rumpf. Zudem findet sich bei Letzteren ein breiter, ausgefranster schwarzer Antehumeralstreifen. Die Beine sind bei den Männchen dunkelbraun, bei den Weibchen und den jungen Männchen gelblich braun mit einem Verlauf ins dunkelbraune hin zu den Außenseiten der Schenkel.
Die Flügel sind bei beiden Geschlechtern durchsichtig und besitzen am Ansatz der Flügel einen Fleck. Dieser ist bei den Männchen dunkelbraun und bei den Weibchen gelblich. Bei den Männchen erreichen die Hinterflügel eine Länge zwischen 21 und 25,5 Millimetern, während sie bei den Weibchen zwischen 20 und 24 Millimeter messen. Das Flügemal misst bei beiden Geschlechtern um die drei Millimeter.
Auch im Gesicht unterscheiden sich junge Männchen und Weibchen von den älteren Männchen. Anfangs ist das Gesicht gelblich braun und besitzt bei den jungen Männchen einen leicht bläulichen Schimmer auf der Stirn und dem Scheitel, der bei den Weibchen fehlt. Bei den älteren Männchen ist das Gesicht schwarz mit einer metallisch blauen Stirn.

## Ähnliche Arten
Ähnlichkeit besteht zu zwei Vertretern der eigenen Gattung, nämlich der Erythrodiplax fusca und der Erythrodiplax connata. E. fusca unterscheidet sich insbesondere durch die rote Stirn. Von der zweiten Art können Männchen nur sicher durch einen Vergleich der Penisstruktur unterschieden werden; für Weibchen ist kein Unterscheidungsmerkmal bekannt.